# Галалит

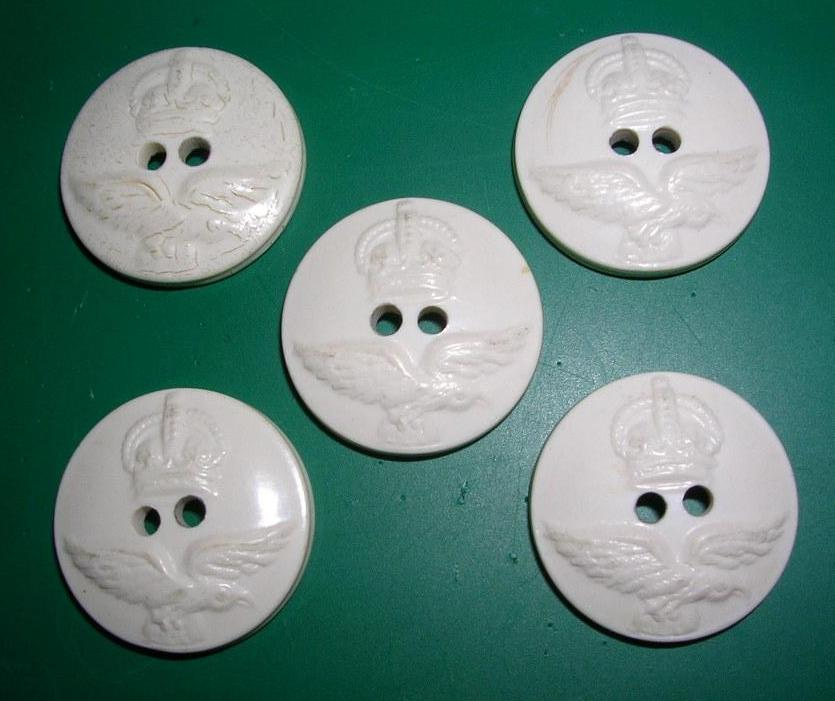
Пуговицы из галалита

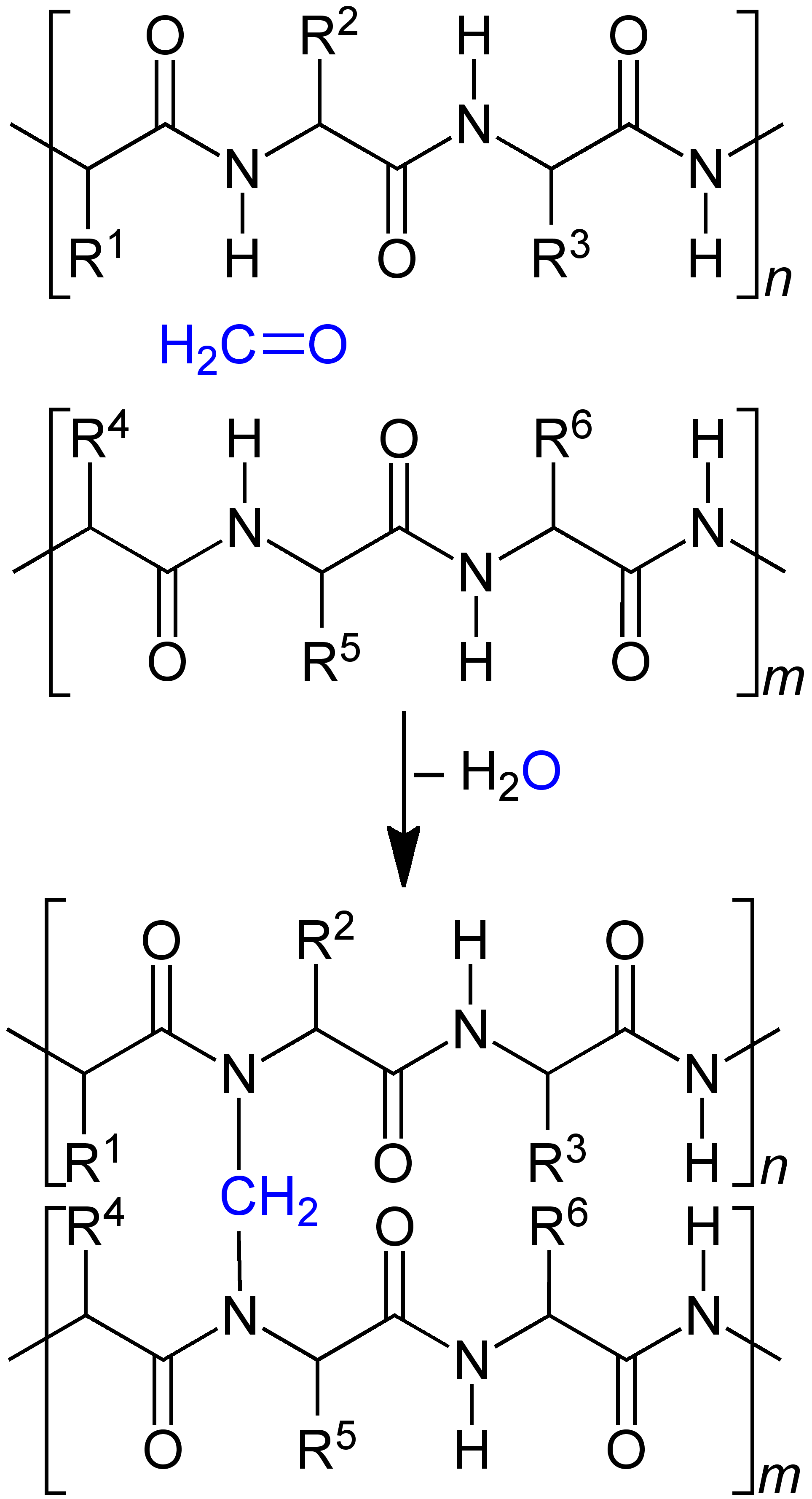
Химическая реакция двух белков (вверху) с формальдегидом (H2CO) — схематическое изображение

Галалит — пластмасса из казеина, казеин-формальдегидная смола, получаемая при обработке казеина формальдегидом. Коммерческое название «галалит» происходит от греческих слов γάλα (молоко) и λιθος (камень). Галалит (казбео) — вещество без запаха, нерастворимое в воде, биоразлагаемое, неаллергенное, антистатическое и практически негорючее. В зависимости от удельного веса и содержания воды — прозрачное светло-жёлтое до совершенно непрозрачного темноокрашенного. Технология производства позволяла получать материал с различными художественными эффектами. Галалит хорошо обтачивается и шлифуется. Применялся для изготовления пуговиц, гребней, ручек, рукояток для зонтов и тростей. Высшие сорта галалита применялись для имитации слоновой кости, янтаря и рога.

## Производство в СССР
В СССР организация производства галалита была предпринята в 1925 году. По постановлению Моссовета было решено построить завод, приобретя оборудование и ноу-хау за границей. Осенью и зимой 1926 года было закуплено оборудование двух германских фирм с несколько различной конструкцией. Это было сделано с расчётом на то, чтобы при работе на первых иностранных машинах выяснить их достоинства и недостатки. В дальнейшем при расширении производства можно было бы оборудовать производство лучшим вариантом машин. Летом 1927 года для нового производства были приспособлены готовые здания ликвидированной старой красильной фабрики у деревни Терехово в Нижних Мнёвниках. 15 июля 1928 года Мнёвниковский галалитовый завод (впоследствии — завод «Галалит»), первый завод в СССР, построенный на основе опыта германской техники, был принят в эксплуатацию и через 10 дней был получен первый советский галалит, который вначале перерабатывался на месте в готовые изделия — пуговицы и гребни. Для скорейшего запуска производства был приглашен немецкий специалист для освоения технологии. Это мероприятие дало возможность без проволочек сразу пустить завод полным ходом.
Производство на заводе «Галалит» было прекращено в 1967 году.